# Billy Wright
William Ambrose „Billy“ Wright (6. února 1924 Ironbridge – 3. září 1994 Londýn) byl anglický fotbalista, legenda klubu Wolverhampton Wanderers. Byl prvním fotbalistou na světě, který dosáhl mety sto utkání v reprezentačním dresu.
Hrával na pozici obránce.
V dresu anglické reprezentace hrál na třech světových šampionátech (1950, 1954, 1958). Celkem za národní tým odehrál 105 utkání (90 jako kapitán), v nichž vstřelil 3 góly. Odehrál za Anglii 70 zápasů v řadě, což je světový rekord.
S klubem Wolverhampton Wanderers, v němž strávil celou svou hráčskou kariéru (1939–1959), se stal třikrát mistrem Anglie (1953/54, 1957/58, 1958/59) a jednou získal FA Cup (1948/49).
Roku 1952 byl v anketě FWA vyhlášen anglickým fotbalistou roku. V anketě Zlatý míč, která hledala nejlepšího fotbalistu Evropy, skončil roku 1957 druhý, roku 1958 šestý a roku 1956 devátý.